# Костас, Густаво
Густаво Адольфо Костас Макейра (исп. Gustavo Adolfo Costas Makeira; род. 28 февраля 1963, Буэнос-Айрес) — аргентинский футболист и тренер. Большую часть своей карьеры игрока выступал за аргентинский «Расинг» из Авельянеды.

## Карьера игрока
Густаво Костас начинал и провёл большую часть своей карьеры футболиста в аргентинском «Расинге» из Авельянеды. С 1981 по 1996 год (за исключением периода 1992—1994 годов в швейцарском «Локарно») он провёл 337 игр за «Расинг», что является клубным рекордом. Костас вместе с командой пережил тяжёлый кризис, приведший к вылету из аргентинской Примеры в 1983 году, а потом и успехи, включавшие и выигрыш Суперкубка Либертадорес в 1988 году. Костас также был капитаном «Расинга». В 1996 года он перешёл в аргентинский клуб «Химнасия Хухуй», где спустя год и завершил свою карьеру игрока.

## Тренерская карьера
Свою тренерскую карьеру Густаво Костас также начинал в «Расинге» из Авельянеды. Затем он тренировал парагвайский «Гуарани». В 2003 году аргентинец возглавил перуанский клуб «Альянса Лима», который он привёл к двум чемпионским титулам в 2003 и 2004 годах. В 2005 году «Серро Портеньо» под руководством Костаса выиграл чемпионат Парагвая. Затем он вновь работал с «Расингом», «Альянсой Лима», а также парагвайской «Олимпией» и саудовским «Ан-Насром» в 2011 году.
В 2012 году гуаякильская «Барселона» под его началом победила в чемпионате Эквадора. В 2014 году Костас был назначен главным тренером «Санта-Фе», с которым дважды становился чемпионом Колумбии. Во время мексиканской Клаусуры 2016 он возглавлял «Атлас».
1 ноября 2017 года Густаво Костас сменил Константина Гылкэ на посту главного тренера саудовской «Аль-Фейхи».

## Достижения

### В качестве игрока
«Расинг»
- Обладатель Суперкубка Либертадорес: 1988

### В качестве главного тренера
«Альянса Лима»
- Чемпион Перу (2): 2003, 2004

«Серро Портеньо»
- Чемпион Парагвая: 2005

«Серро Портеньо»
- Чемпион Эквадора: 2012

«Санта-Фе»
- Чемпион Колумбии (2): Фин. 2014, Фин. 2016
- Победитель Суперлиги Колумбии (2): 2015, 2017